# Šavrov Š-2
Šavrov Š-2 je bil sovjetski amfibijski leteči čoln iz 1930ih. Bil je prvi sovjetski serijsko proizvajani leteči čoln. Zasnovan je bil na podlagi Š-1, ima pa močnejše motorje in večje dimenzije. Š-2 je deloma dvokrilnik, je pa spodnje krilo precej manjše. 
Zgradili so okrog 700 letal Š-2, v uporabi je bil do 1960ih.

## Specifikacjije (Š-2)
Podatki iz Backwoods Landing Strip - Finnish Air Force aircraft
Splošne karakteristike
- Posadka: 1 pilot
- Število sedežev: 2 potnika
- Tovor: 257 kg (567 lb)
- Dolžina: 8,20 m (26 ft 11 in)
- Razpon kril: 13,0 m zgornje krilo, 5,4 m spodnje krilo (42 ft 8 in / 17 ft 9 in)
- Višina: 2,80 m (9 ft 2 in)
- Površina kril: 24,75 m² (266 ft²)
- Teža praznega letala: 680 kg (1500 lb)
- Maks. vzletna teža: 937 kg (2065 lb)
- Pogon letala: 1 ×  5-valjni zračnohaljeni zvezdasti motor s 2-krakim propelerjem Švecov M-11A, 75 kW (100 KM)

 Zmogljivost 
- Maks. hitrost: 140 km/h (76 vozlov, 87 mph)
- Doseg: 400 km (215 nm, 250 milj)
- Višina leta: 3500 m (11480 ft)
- Hitrost vzpenjanja: < ()